# Amphionididae
Amphionididae is een familie van kreeftachtigen uit de klasse van de Malacostraca (hogere kreeftachtigen).

## Geslachten
- Amphionides Zimmer, 1905